# 天仓增二
鯨魚座42，又名BD-01 171，HD 8036、SAO 129235、HR 385，是鯨魚座的一颗恒星，视星等为5.87，位于銀經138.45，銀緯-62.52，其B1900.0坐标为赤經1h 14m 41.5s，赤緯-1° -62.52′ 2″。